# Ronsdorf
Ronsdorf är ett av de distrikt som ingår i den tyska staden Wuppertal. 
Befolkningen i Ronsdorf uppgår till omkring 22 500 personer. Ronsdorf nämndes första gången 1494 och under mitten av 1700-talet fick Ronsdorf sin stadskaraktär. Staden Ronsdorf uppgick i kommunen Wuppertal 1929. Förutom själva staden Ronsdorf ingår även byarna Heidt, Erbschlö, Holthausen, Blombach, Linde, Marscheid, Großsporkert, Kleinsporkert och Kleinbeek i Ronsdorf-området. 
Den 29 maj 1943, under andra världskriget, blev staden häftigt bombad av de allierade. Därför finns det idag kvar bara ett fåtal äldre byggnader i staden. Vartannat år går "Liefersack-festivalen" av stapeln i staden och vartannat år anordnas "Ronsedorfer Bürgerfest".

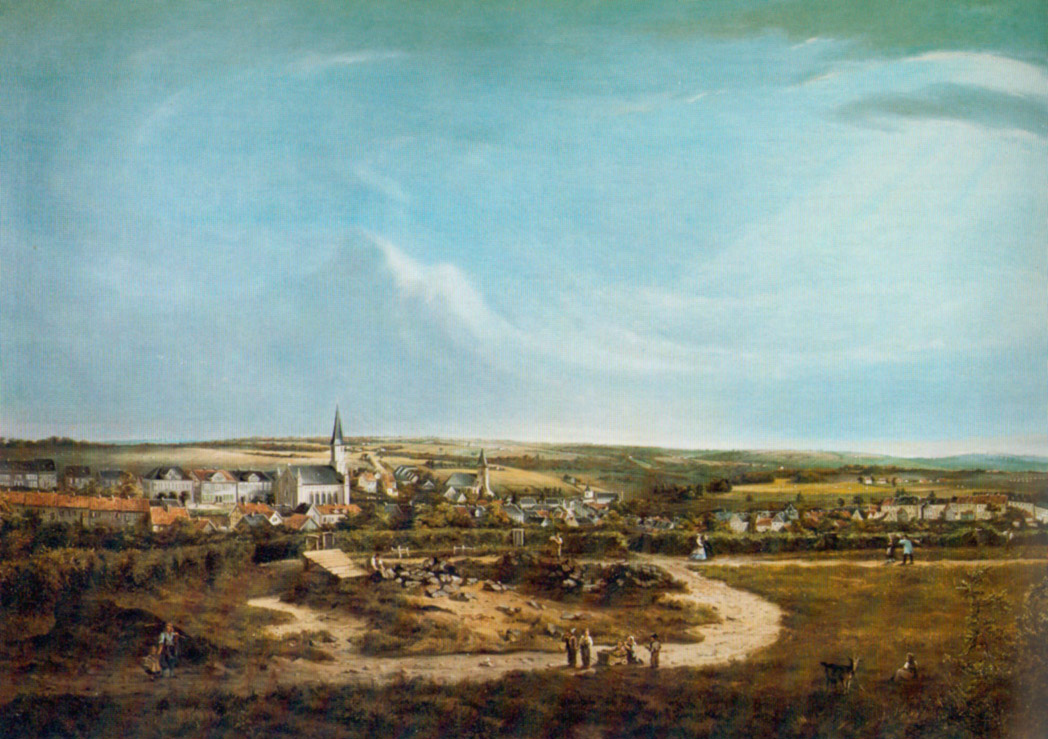
Ronsdorf von Nordwest; Johann Wilhelm Schirmer (1856)
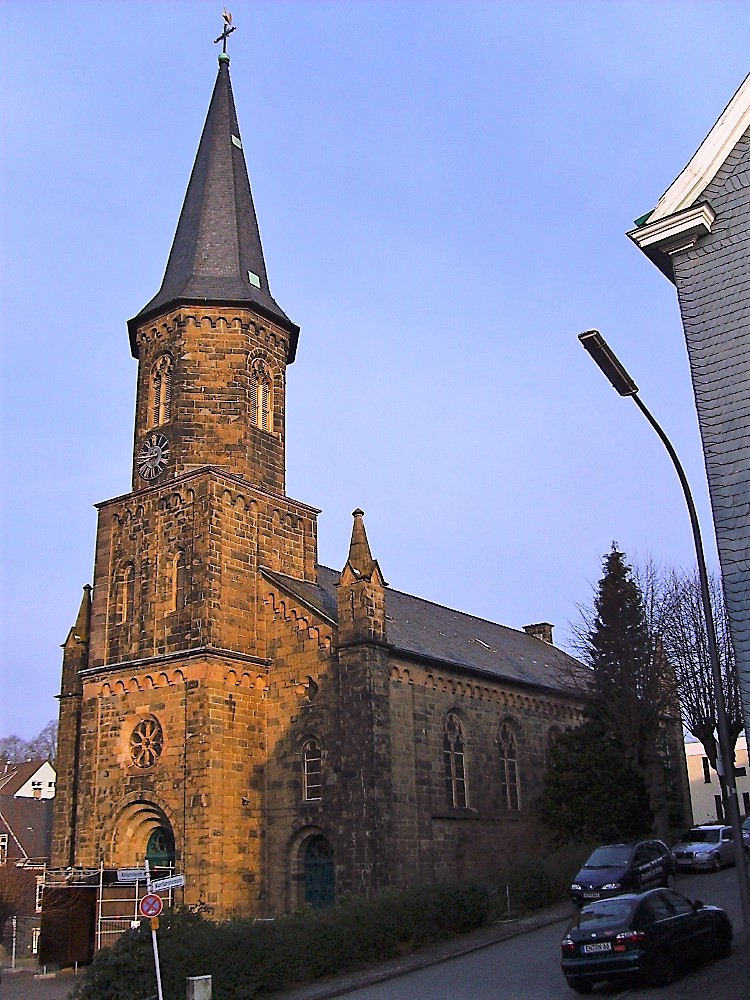
Kyrka i Ronsdorf, Tyskland.
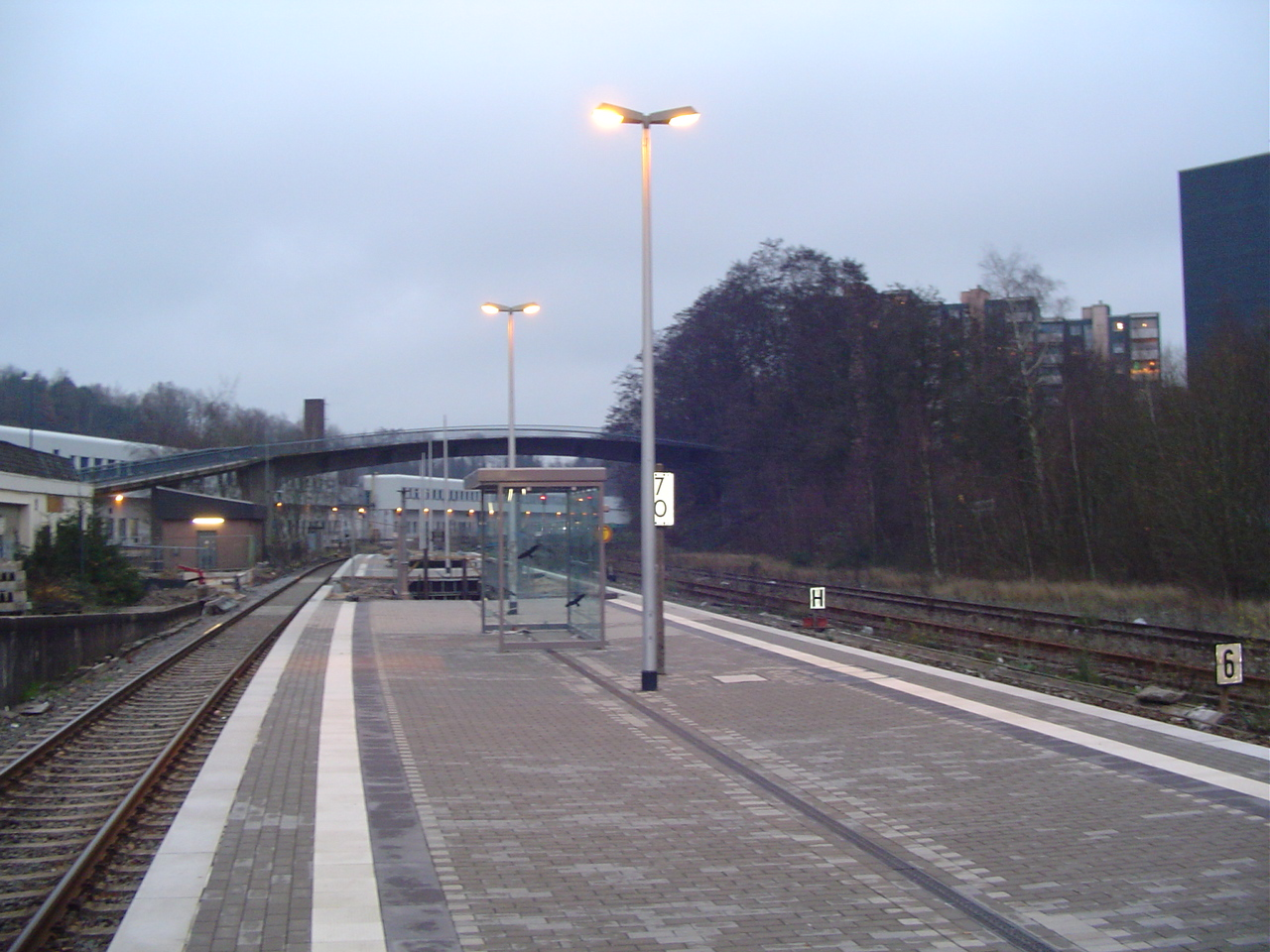
Järnvägsstation i Ronsdorf, Tyskland.
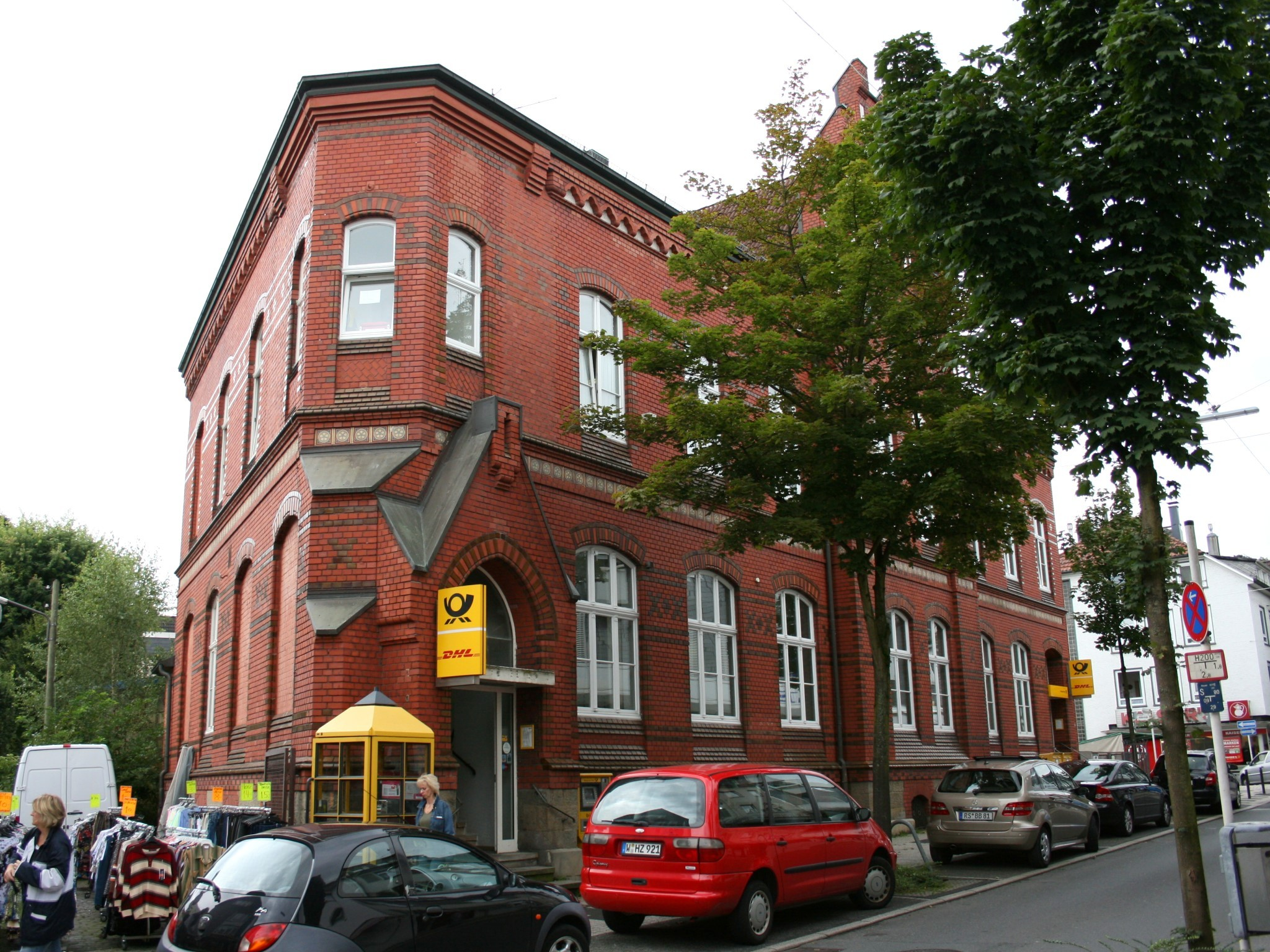
Post
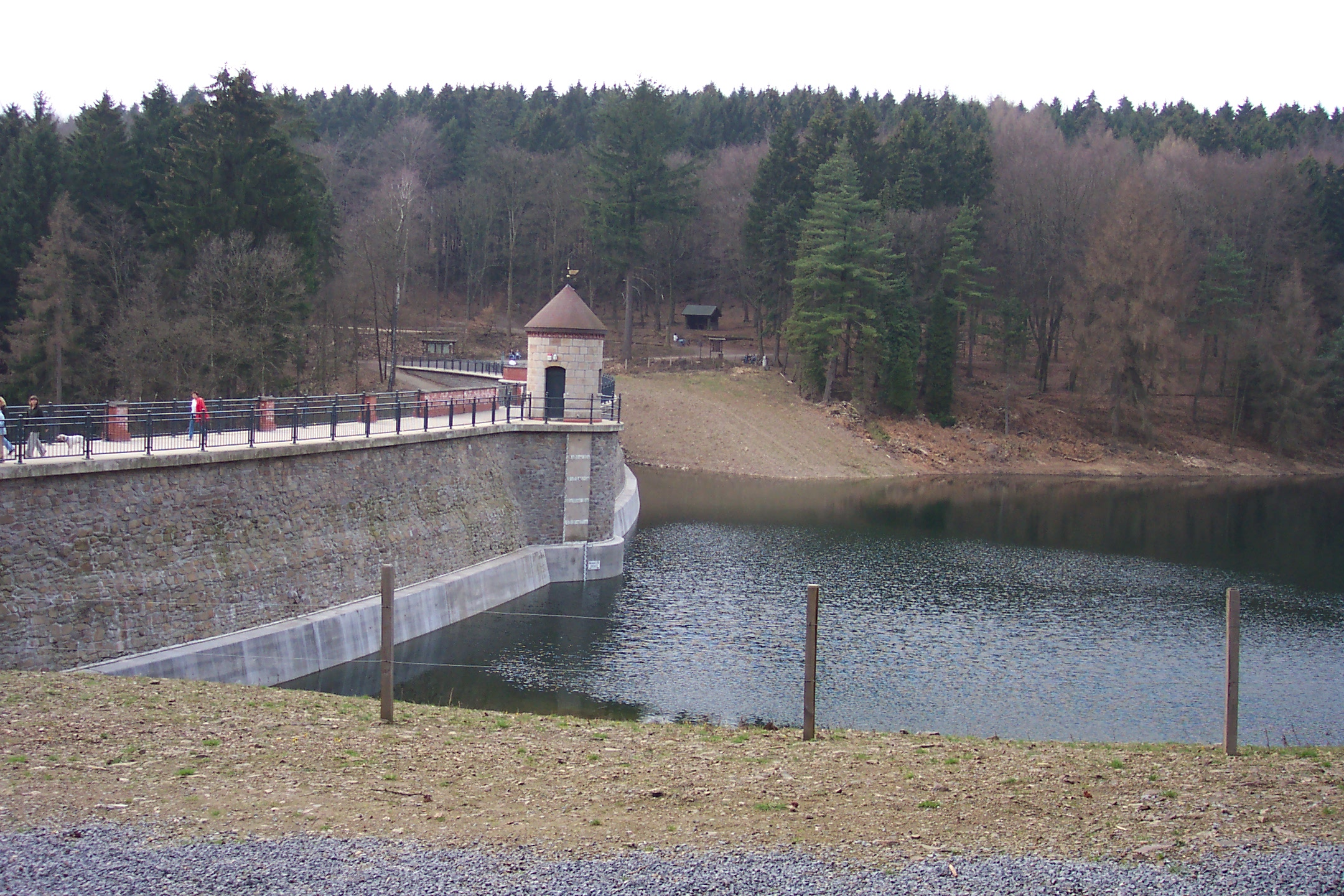
Ronsdorfer Talsperre (Dammbyggnad)
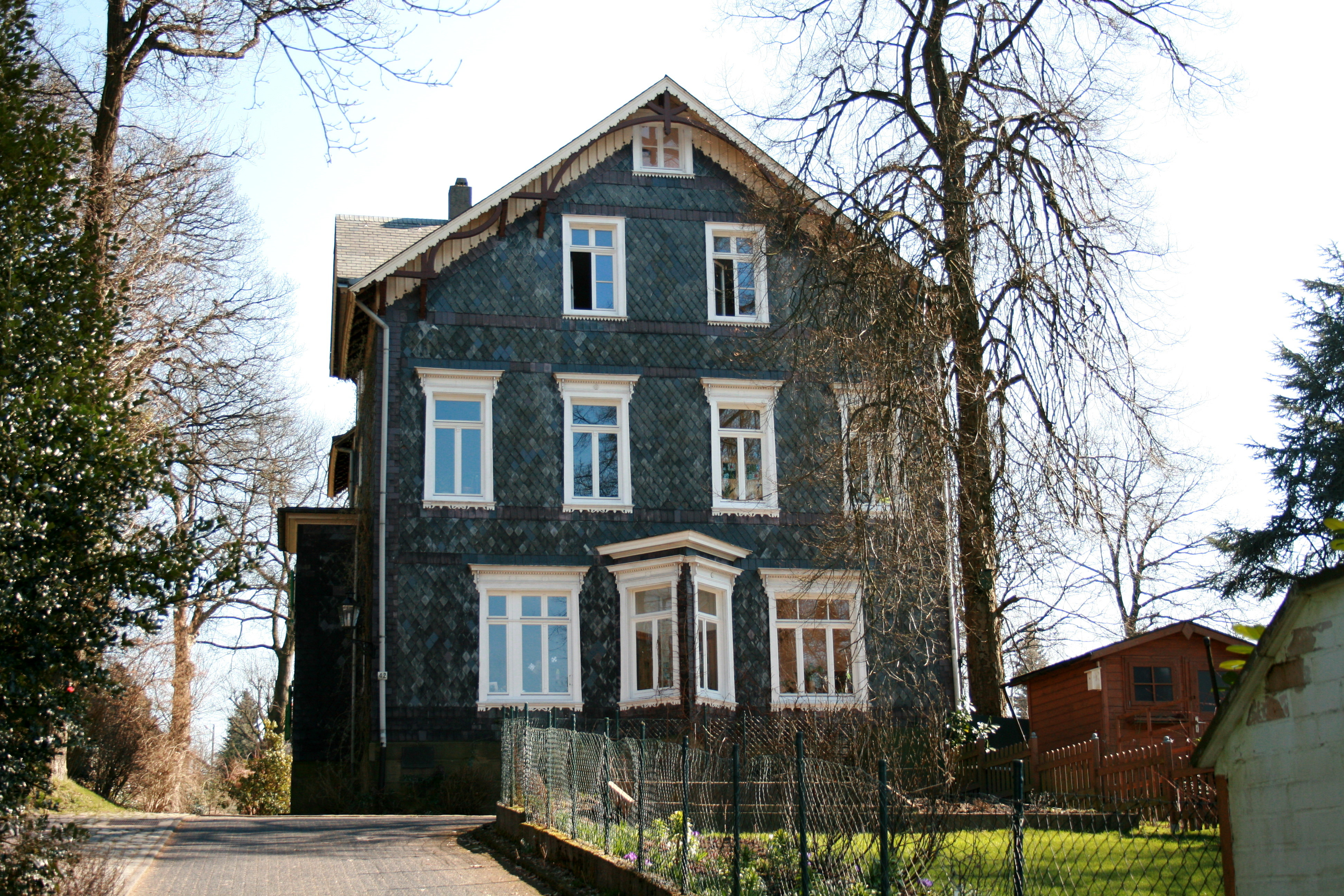
Villa Carnap (Förlossningsavdelning Rudolf Carnap)

1. ↑  hämtat från: tyskspråkiga Wikipedia.[källa från Wikidata]